# Pirahák
A pirahák  vadászó-gyűjtögető bennszülött népcsoport az amazóniai Maici és Marmelos folyók mentén (Brazília). Becsült lélekszámuk 350 körüli. Egy nagyobb bennszülött népcsoporttól, a muráktól szakadtak el legalább 300 éve. Nyelvük, a piraha a mura nyelvcsalád utolsó élő nyelve.
A pirahák az antropológia és kognitív tudomány szempontjából igen érdekes népcsoport, ugyanis nem képesek számok kifejezésére. Még az olyan kis számokat sem ismerik, mint a három. Ezen kívül, kétséges, hogy nyelvükben megtalálható-e a rekurzió, és kultúrájuk kifejezetten zárt.

## Élőhely
A pirahák pár kunyhóból álló kis falvakban élnek Amazóniában, a Maici és a Marmelos folyók, az Amazonas mellékágai mentén. A terület Brazília fennhatósága alá tartozik, kiterjedt esőerdő borítja, kiépített utak, települések csak elszórva találhatók a környéken.

## Lélekszám
A piraha törzs tagjai kevesen vannak, körülbelül kétszázan, mások szerint nagyjából háromszázötvenen élnek 10-20 fős falvakban.

## Nyelv
A pirahák egyik szembetűnő jellegzetessége egyedi nyelvük. A férfiak és nők eltérő fonémákat és nyelvi szerkezeteket használnak. Nagyon kevés magán- és mássalhangzót használnak, hangkészletük a legkisebbek közé tartozik az egész földön. A prozódia fontos szerepet tölt be a piraha nyelvben. A piraha nyelv énekelhető, dúdolható is. Keren Everett szerint a prozódia figyelmen kívül hagyása miatt a kutatók nem foglalkoznak a nyelv egy olyan jellegzetességével, amely nagyban módosítja, gazdagítja a közvetített jelentést. A nyelv nehezen tanulható, először az Everett házaspár sajátította el folyékonyan.
A piraha nyelv további jellegzetessége, hogy nem egyértelmű; számneveik diszkrét vagy viszonylagos mennyiségeket fejeznek ki (Frank, Everett, Fedorenko, Gibson, 2008). A piraha nyelvben továbbá nincsenek színekre utaló szavak, csak körülírások. A nyelv legérdekesebb és legtöbbet vitatott tulajdonsága azonban, hogy Dan Everett (2005) szerint nem tartalmaz rekurzív szerkezeteket. Más kutatók a rekurzív elemek korlátozott megléte mellett érvelnek (Pesetsky, Nevins, Rodrigues, Chomsky, 2009), egyértelmű bizonyítékot azonban egyik eddigi kutatás sem mutatott fel a kérdésben.

## Kultúra
A pirahák vadászó-gyűjtögető életmódot folytatnak. Kunyhóik általában vízparton találhatóak, de az évszaktól és a vadászati lehetőségektől függően gyakran változtatják élőhelyüket. Jó ismerői természetes környezetüknek, és fejlett eszközök nélkül is kiválóan elboldogulnak a vadonban. A családok egymáshoz közel építik fel házaikat, a folyó partján egy sorban. Az esős évszakban a falvak lakói több kisebb családra bomlanak. Kultúrájuk számos egyedi, nehezen magyarázható jellegzetességet mutat. Minimális tárgyi kultúrával rendelkeznek, íjakat és egyszerű kosarakat, a nők pedig maguknak egybeszabott ruhát készítenek. Elsősorban halat, vadakat és az erdőben talált növényeket esznek. Minimális, egy-két napra elegendő maniókát termelnek a házakhoz közeli területen, de hosszú távra szóló földművelést nem folytatnak. Művészi céllal nem készítenek tárgyakat. Képesek a látott dolgok megformálására (például készítenek kis repülőmodelleket fából), de a szokás nem marad fenn, és a modellezés abbamarad pár nappal azután, hogy környezetükből eltűnt a szokatlan tárgy. Ruházatuk egyszerű, a férfiak a kultúrán kívülről származó pólókat és sortokat (ezek gyakorlatilag az egyetlen külvilágból származó termékek, amelyet rendszeresen megtalálhatunk a piraha falvakban), a nők pedig saját maguk által szabott egyberuhát hordanak.
A pirahák egynyelvűek; a portugál és a terület pidginjének számító nheengatu nyelvből csak pár szót ismernek, bár más kutatók szerint annak ellenére, hogy nem beszélik, a férfiak legalábbis értik a portugál kereskedők beszédét. Az egynyelvűséggel összecsengő módon a pirahák nem érdeklődnek semmilyen idegen kulturális vívmány vagy sajátosság iránt. Más törzsekkel ellentétben (a ruházkodási szokások átvételén túl) nem vették fel az idegen szokásokat, ugyanúgy élnek, mint a felfedezésük óta eltelt nagyjából háromszáz évben. Teremtéstörténetük nincs, és egy-két generáción túl nincsenek kollektív emlékeik.
A piraha kultúrára jellemző számos furcsaság központi oka Everett (2005) szerint az, hogy a pirahák a jelenben élnek, kultúrájuk az „itt és most” helyzetekkel foglalkozik. Nem használnak absztrakt reprezentációkat, nyelvük ezért nem tartalmaz rekurzív szerkezeteket sem.

## A pirahákkal kapcsolatos tudományos viták

### Számnevek és számrendszer
A leghamarabb kirobbant pirahákkal kapcsolatos tudományos vita a számok megnevezésével és a számfogalommal volt kapcsolatos. Az elsőként megjelent cikk  alapján a pirahák az „egy, kettő, sok” számrendszert használják (vagyis nem rendelkeznek rekurzív számrendszerrel). Az egyet és a kettőt megnevezik és meg is különböztetik, de az ennél nagyobb mennyiségeket nem képesek pontosan azonosítani, megnevezni; a kettőnél nagyobb mennyiségek esetében csak pontatlan becslést tesznek. Bár Gordon is megjegyzi (2004) cikkében, hogy a piraha „egy” és „kettő” jelentésű szavak értelme nem jól meghatározott, és előfordul, hogy más mennyiségekre is alkalmazzák ezeket a kifejezéseket, Everett szerint azonban még Gordon feltevései is túl erősnek számítanak. Everett (2005) szerint a pirahák nem is rendelkeznek diszkrét számnevekkel, és a számokat is csak körülírják, hasonlóan a színekhez. Egy újabb vizsgálatban Frank és munkatársai (2008) nem tudták egyértelműen eldönteni, hogy a számnevek valóban „egyet” és „kettőt” jelentenek-e, vagy több számértékre is vonatkozhatnak.

### Nyelvi vagy kulturális korlátok
Gordon és Everett eltérő okokkal magyarázzák a háromnál nagyobb számok azonosításának és kezelésének piraháknál megfigyelhető képtelenségét. Gordon (2004) szerint a számnevek hiánya okozza a számreprezentáció és azzal kapcsolatban a számosság azonosításának képtelenségét. Gordon Whorf (1956) hipotéziséhez köti magyarázatát, mely szerint a nyelv sajátossági alapvetően meghatározzák gondolkodásunkat, ebben az esetben a számok hiánya a számolási képesség hiányosságait okozza. Everett (2005) nyelvi korlátok helyett kulturális okokban keresi a kísérleti eredmények magyarázatát, számos más pirahákra jellemző tulajdonsághoz hasonlóan a háromnál nagyobb számok azonosítására való képtelenséget az absztrakció hiányára vezeti vissza. Szerinte a pirahák gondolkodása mindig a jelenlévő dolgok konkrét szintjén zajlik, emiatt az olyan elvont fogalmak, mint a számok, nem jelennek meg élesen körülhatárolható reprezentációként.

### A rekurzív szerkezetek hiánya
Az absztrakt reprezentációk hiánya további következményeket is magával von. Ezek közül a legnagyobb figyelmet Everett (2005) azon állítása váltotta ki, hogy a piraha nyelv nem tartalmaz rekurzív szerkezeteket. Chomsky generatívgrammatika-elmélete szerint a rekurzió az emberi nyelveket megalapozó mélystruktúra alapvető jellemzője. A rekurzió teszi lehetővé, hogy a nyelv véges számú jel segítségével végtelen sokféle jelentéstartalmat közvetíthessen. Ezért Everett azon megállapítása, hogy a piraha nyelv nélkülözi a rekurzív szerkezeteket, robbanásként hatott a nyelvészettel, nyelvfilozófiával és pszicholingvisztikával foglalkozók körében. Everett korábban maga is chomskyánus volt, 1988-as doktori disszertációjában generatív grammatikai megközelítés mentén elemezte a piraha nyelvet. Chomsky és kollégái erre a disszertációra alapozták érvelésüket, amelyben a rekurzív szerkezetek meglétét mutatják ki a piraha nyelvben. Everett (2005; 2007) ezt az érvelést visszautasítja; szerinte korábbi saját munkája, valamint Chomsky és munkatársainak érvelése elméletterhelt. Szerinte – bár a pirahák rendelkeznek a rekurzió univerzális képességével – ez a képesség az absztrakció hiánya miatt kulturális korlátok alá esik, ezért nem jelenik meg a rekurzió a piraha nyelvben. A pirahák rekurzióra és a nyelvelsajátításra való képességét az elmúlt években többen is vizsgálták, de egyértelmű eredményeket egyik kutatónak sem sikerült kapnia. 